# Musikjahr 1771
Liste der Musikjahre

◄◄ | ◄ | 1767 | 1768 | 1769 | 1770 | Musikjahr 1771 | 1772 | 1773 | 1774 | 1775 | ► | ►►

Weitere Ereignisse
Dieser Artikel behandelt das Musikjahr 1771.

## Ereignisse
- Der österreichische Komponist Florian Leopold Gassmann initiiert die Gründung der Tonkünstler-Sozietät, die Musikveranstaltungen für die Öffentlichkeit in Wien organisiert.
- Det Kongelige Teaters Balletskole (Die Ballettschule des Königlichen Theaters) in Kopenhagen wird gegründet.
- Joseph Bologne, Chevalier de Saint-Georges wird zum Leiter des Orchesters Concert des Amateurs in Paris ernannt.

### Opern und andere Bühnenwerke
- 16. Januar: Die Oper Annibale in Torino von Giovanni Paisiello wird in Turin uraufgeführt.

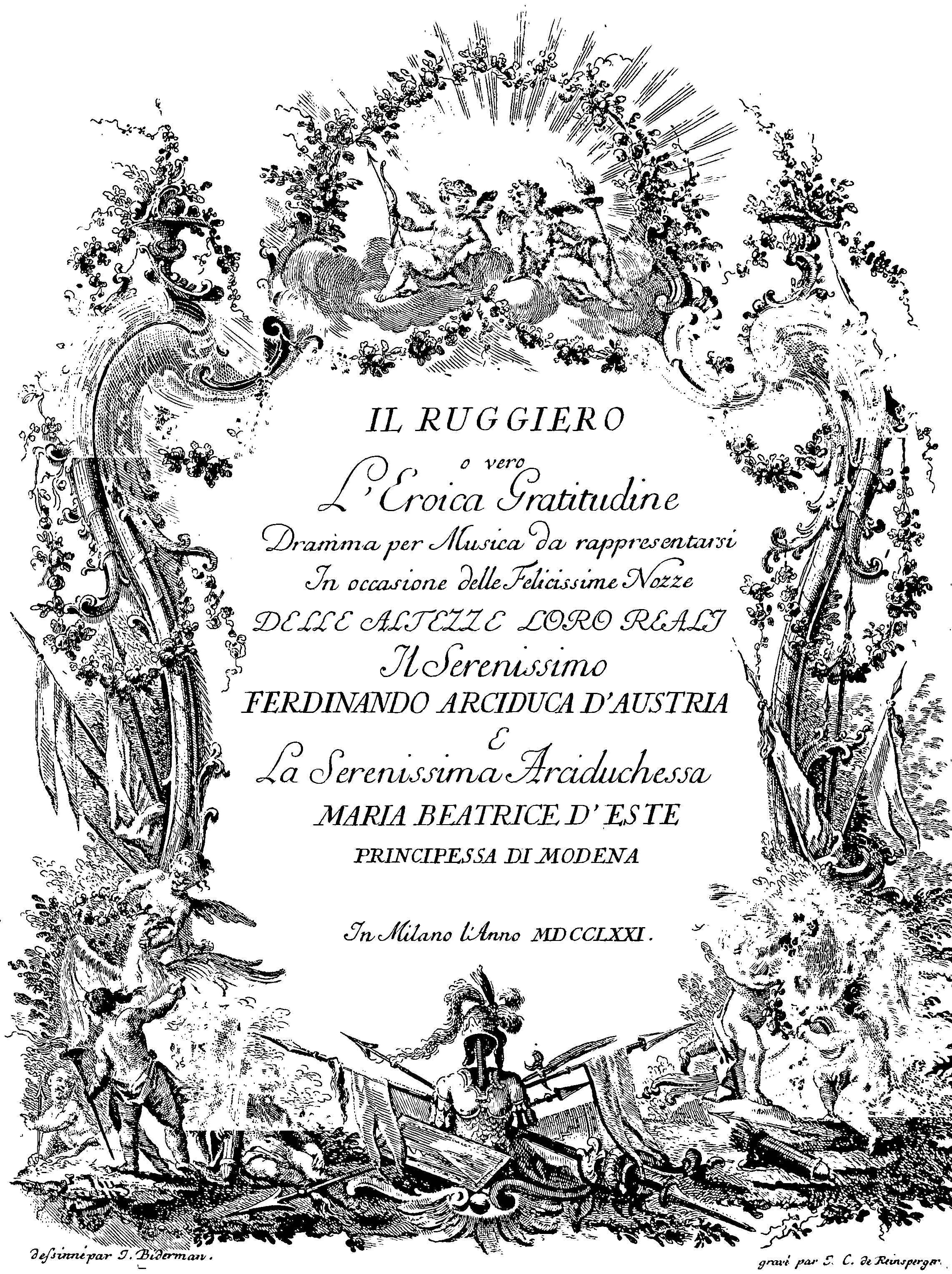
Titelseite des Librettos der Oper Il Ruggiero

- Im Januar erhält Johann Adolph Hasse von Maria Theresia den Auftrag, anlässlich der Hochzeit von Erzherzog Ferdinand von Österreich mit Prinzessin Maria Beatrice von Este die Festoper Il Ruggiero nach einem Libretto von Pietro Metastasio zu schreiben. Sowohl Hasse als auch Metastasio schließen mit dieser Oper ihr Lebenswerk ab.
- 18. April: Die Uraufführung der Operette Der Dorfbalbier von Johann Adam Hiller nach dem Libretto von Christian Felix Weiße erfolgt in Leipzig.

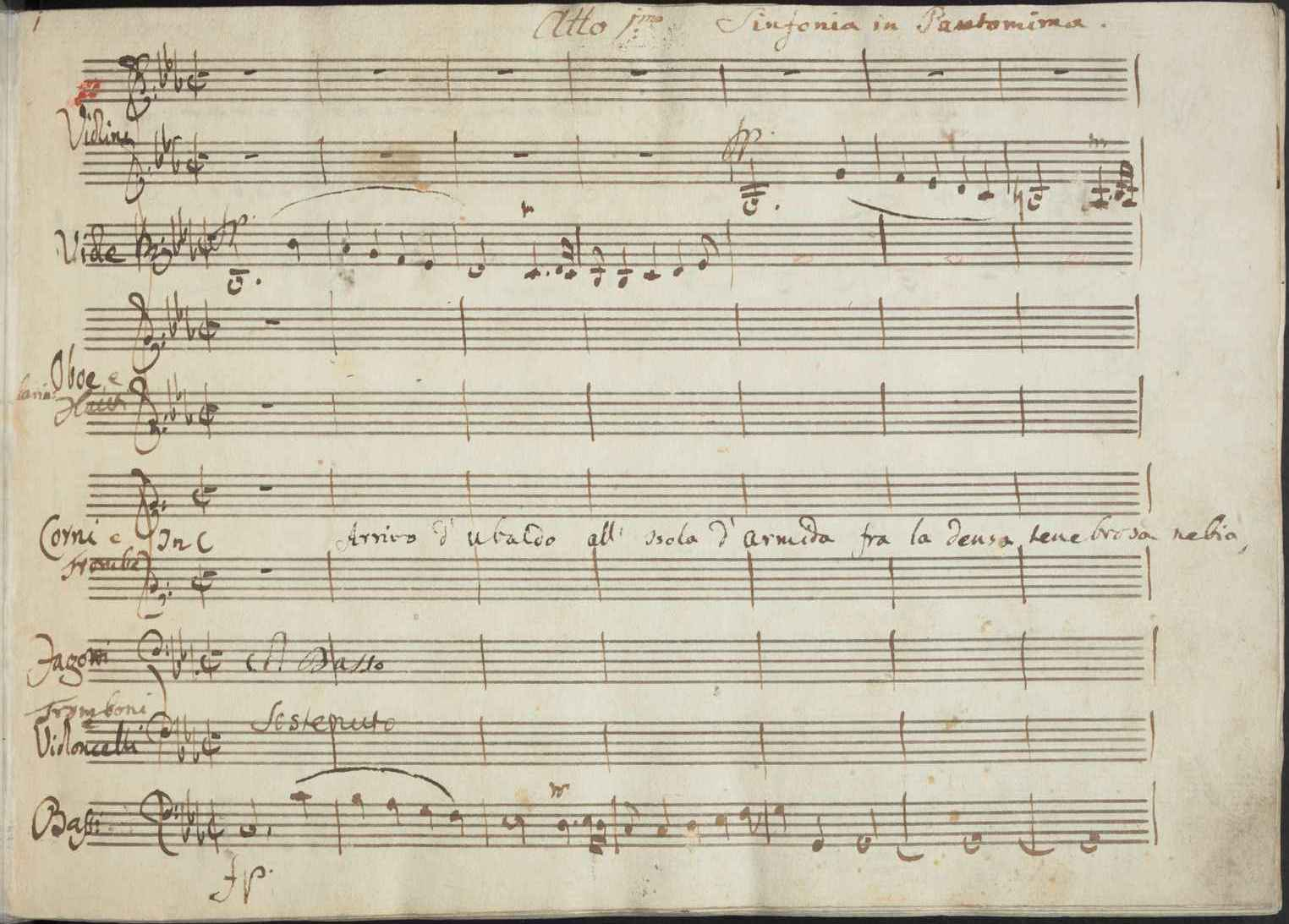
Beginn der Ouvertüre zu Salieris Armida in der autographen Partitur

- 02. Juni: Die Oper Armida von Antonio Salieri nach dem Libretto von Marco Coltellini, basierend auf dem Armida-Stoff des Epos Das befreite Jerusalem von Torquato Tasso, hat ihre Uraufführung am Burgtheater in Wien. Nach seinem Premierenerfolg verbreitet sich das Werk rasch in Europa.
- Herbst: Uraufführung der Opera buffa in drei Akten L’inimico delle donne von Baldassare Galuppi (Musik) mit einem Libretto von Giovanni Bertati im Teatro San Samuele in Venedig.
- 17. Oktober: Die Serenata Ascanio in Alba von Wolfgang Amadeus Mozart auf ein Libretto von Giuseppe Parini wird im Teatro Ducale in Mailand anlässlich der Hochzeit Erzherzog Ferdinands von Österreich mit Prinzessin Maria Beatrice von Este mit großem Erfolg uraufgeführt. Der 15-jährige Mozart hat die Musik in nur dreieinhalb Wochen geschrieben. Am gleichen Abend wird auch die Oper Il Ruggiero von Johann Adolph Hasse uraufgeführt, findet aber nur geringe Resonanz.
- 09. November: Die Comédie-ballet Zémire et Azor von André-Ernest-Modeste Grétry nach dem Libretto von Jean-François Marmontel hat ihre Uraufführung in Fontainebleau.
- Die Opern Quinto Fabio und I visionari des italienischen Opernkomponisten Pasquale Anfossi werden im Teatro delle Dame in Rom uraufgeführt.

### Kammermusik
- Luigi Boccherini – Streichquintette op. 10 (G. 265–270) und op. 11 (G. 271–276), für 2 Violinen, Viola und 2 Violoncelli (darunter dasjenige in E-Dur, op. 11, Nr. 5 (G 275) mit dem berühmten Menuett)[1]

### Kirchenmusik
- Wolfgang Amadeus Mozart
  - Regina Coeli für Sopran, Chor und Orchester in C-Dur (KV 108)
  - Litaniae Lauretanae de Beata Maria Virgine in B-Dur (KV 109)
  - Oratorium La Betulia liberata (KV 118)
- Josef Mysliveček – Veni sponsa Christi in g-moll

### Tastenmusik
- Joseph Haydn – Sonate in c-Moll, Hob.XVI:20 (Cembalo, Clavichord, Hammerklavier)

### Orchestermusik
- Luigi Boccherini – 6 Sinfonien op. 12 (G 503–508)[2]
- Wolfgang Amadeus Mozart
  - Sinfonie Nr. 12 G-Dur (KV 110)
  - Sinfonie Nr. 13 F-Dur (KV 112)
  - Sinfonie Nr. 14 A-Dur (KV 114)
  - Divertimento Nr. 1 Es-Dur (KV 113)

### Instrumentenbau
- Johann Jacob Schramm vollendet die Orgel in der evangelischen Kirche St. Otto in Wechselburg. Die Orgel mit ungewöhnlich reich geschnitztem Prospekt hat 26 Register auf zwei Manualen und Pedal.

## Geboren

### Geburtsdatum gesichert
- 24. Februar: Johann Baptist Cramer, englischer Pianist und Komponist († 1858)
- 09. Mai: Antoine-Charles Glachant, französischer Geiger, Dirigent und Komponist († 1851)
- 27. August: Friedrich Methfessel, deutscher Komponist († 1807)
- 13. September (getauft): Magdalena Willmann, deutsche Opernsängerin († 1801)
- 01. Oktober: Pierre Baillot, französischer Violinspieler und Komponist († 1842)
- 10. Oktober: Ambros Rieder, österreichischer Komponist und Organist († 1855)
- 21. Oktober: Alexandre-Étienne Choron, französischer Musikwissenschaftler und -pädagoge († 1834)
- 05. November: Michael Traugott Pfeiffer, deutsch-schweizerischer Musikpädagoge († 1849)
- 09. Dezember: Jacob Rauscher, niederländischer Militärmusiker und Komponist deutscher Herkunft († 1834)

### Genaues Geburtsdatum unbekannt
- Giuseppe Maria Festa, italienischer Violinvirtuose, Musikpädagoge, Komponist und Dirigent († 1839)
- Jacob Cubitt Pring, englischer Organist und Komponist († 1799)
- Josep Vinyals i Galí, katalanischer Komponist, Organist und Instrumentalist († 1825)

## Gestorben

### Todesdatum gesichert
- 22. Januar: Martin Berteau, französischer Cellist und Komponist (* 1691 oder 1709)
- 01. März: Isfrid Kayser, deutscher Barockmusiker und Prämonstratenser (* 1712)
- 30. März: Anton Joseph Hampel, deutscher Hornist und Komponist (* 1710)
- 18. April: Johann Emanuel Schweinefleisch, sächsischer Orgelbauer (* 1720 oder 1721)
- 06. Mai: Lorenz Sichart, deutscher Komponist und Organist (* 1694)
- 12. Mai: Johann Matthias Schreiber, deutscher Orgelbauer (* 1716)
- 05. Juni: Matthäus Friedrich Scheinlein, fränkischer Geigenbauer (* 1710)
- 23. Juni: Jean-Claude Trial, französischer Komponist, Violinist und Operndirektor (* 1732)
- 00. September: Pietro Auletta, italienischer Komponist und Organist (* 1698)
- 14. Oktober: František Xaver Brixi, tschechischer Komponist, Organist und Kapellmeister (* 1732)
- 14. Oktober: Tobias Schramm, deutscher Instrumenten- und Orgelbauer (* 1701)
- 27. Oktober: Johann Gottlieb Graun, deutscher Violinist und Komponist (* 1703)
- 00. Oktober: René de Galard de Béarn, Marquis de Brassac, französischer General und Amateurkomponist (* 1699)
- 08. November: Joseph Gabler, deutscher Orgelbaumeister (* 1700)
- 18. November: Giuseppe de Majo, italienischer Komponist und Kapellmeister (* 1697)

### Genaues Todesdatum unbekannt
- Desboulmiers, französischer Schriftsteller und Librettist (* 1731)
- Giuseppe Maria Tanfani, italienischer Komponist, Violinist und Virtuose (* 1689)
- Friedrich August Weihe, deutscher evangelischer Pfarrer und Kirchenlieddichter (* 1721)